# 중고36가선
중고36가선(일본어: 中古三十六歌仙)은 헤이안(平安)기 학자였던 후지와라노 노리카네(藤原範兼|ふじわらの のりかね, 등원범겸) 가 자신의 책에서 비록 36가선에는 들지 못했지만, 36가선의 가인(歌人)들과 견줄만한 작품을 쓴 가인들을 따로 추려낸 것을 말한다.

## 명단
- 훈야노 야스히데(일본어: 文屋康秀, 문옥강수)
- 오에노 치사토(일본어: 大江千里, 대강천리)
- 아리와라노 무네야나(일본어: 在原棟梁, 재원동량)
- 노인 법사(일본어: 能因, 능인)
- 다이라노 사다후미(일본어: 平貞文, 평정문)
- 후지와라노 타다후사(일본어: 藤原忠房, 등원충방)
- 아리와라노 모토카타(일본어: 在原元方, 재원원방)
- 기요하라노 후카야부(일본어: 清原深養父, 청원심양부)
- 후지와라노 사다요리(일본어: 藤原定頼, 등원정뢰)
- 조키 법사(일본어: 増基, 증기)
- 에교 법사(일본어: 恵慶, 혜경)
- 안포 법사(일본어: 安法, 안법)
- 소네노 요시타다(일본어: 曽禰好忠, 증니호충)
- 스가와라노 스케아키(일본어: 菅原輔昭, 관원보소)
- 후지와라노 다카토오(일본어: 藤原高遠, 등원고원)
- 후지와라노 나가토(일본어: 藤原長能, 등원장능)
- 후지와라노 미치쓰나의 어머니(일본어: 藤原道綱の母, 등원도강모)
- 오나카토미노 스케치카(일본어: 大中臣輔親, 대중신보친)
- 오에노 마사히라(일본어: 大江匡衡대강광형)
- 아카조메 에몬(일본어: 赤染衛門, 적염위문)
- 후지와라노 사네카타(일본어: 藤原実方, 등원실방)
- 후지와라노 요시타카(일본어: 藤原義孝, 등원의효)
- 오에노 요시토키(일본어: 大江嘉言, 대강가언)
- 후지와라노 미치노부(일본어: 藤原道信, 등원도신)
- 카네미 왕(일본어: 兼覧王, 견람왕)
- 후지와라노 긴토(일본어: 藤原公任, 등원공임)
- 세이 쇼나곤(일본어: 清少納言, 청소납언)
- 미나모토노 미치나리(일본어: 源道済, 원도제)
- 승정 도묘(일본어: 道命, 도명)
- 우마노 나이시(일본어: 馬内侍, 마내시)
- 무라사키 시키부(일본어: 紫式部, 자식부)
- 이즈미 시키부(일본어: 和泉式部, 화천식부)
- 사가미(일본어: 相模, 상모)
- 이세노 다이후(일본어: 伊勢大輔, 이세대보)
- 후지와라노 미치마사(일본어: 藤原道雅, 등원도아)
- 죠토몬인노 중장(일본어: 上東門院中将, 상동문원중장)